# Cardamine pedata
Cardamine pedata är en korsblommig växtart som beskrevs av Eduard August von Regel och Heinrich Sylvester Theodor Tiling. Cardamine pedata ingår i släktet bräsmor, och familjen korsblommiga växter. Inga underarter finns listade i Catalogue of Life.